# Moritzbastei

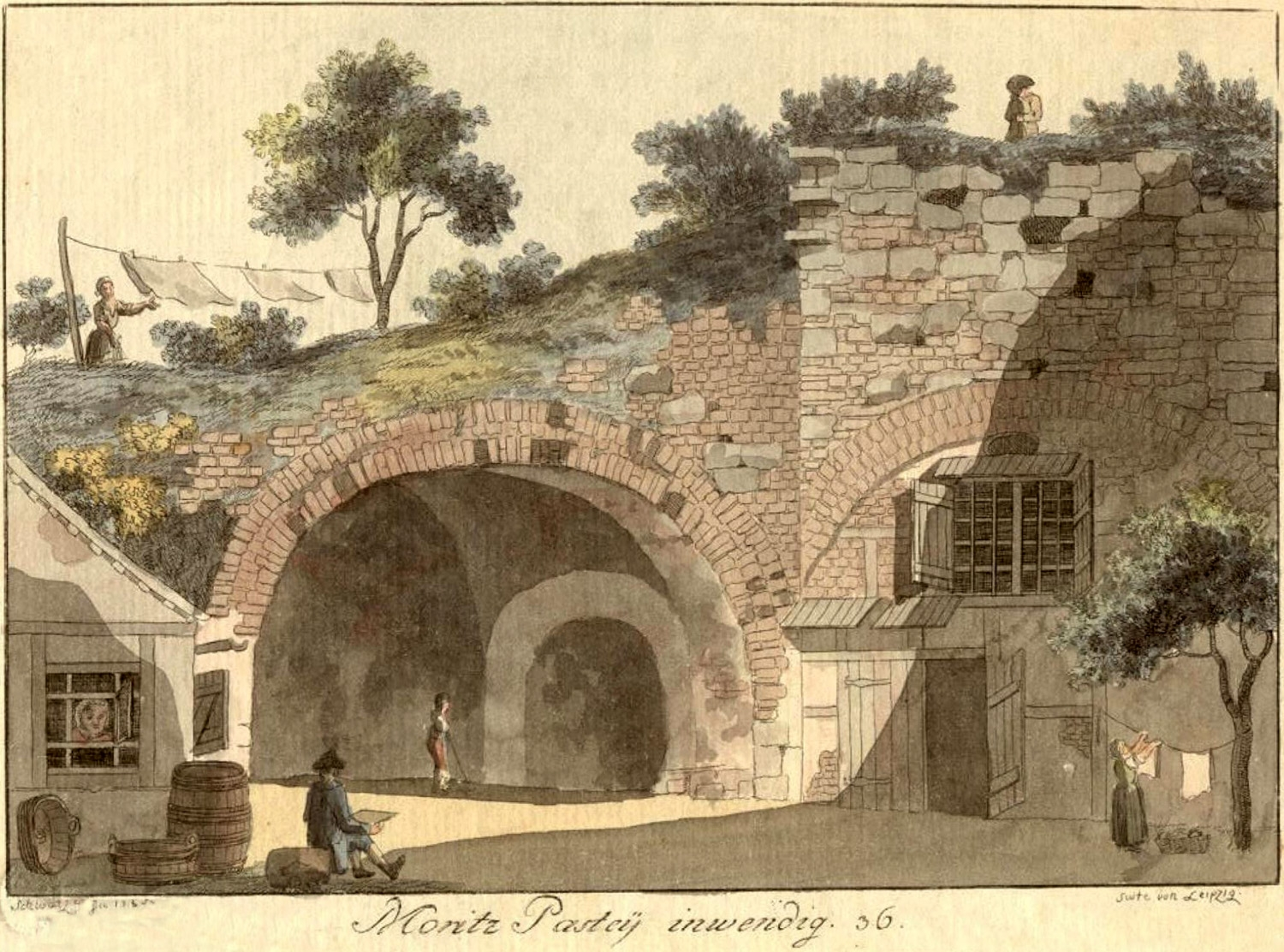
Moritzbastei nel 1785

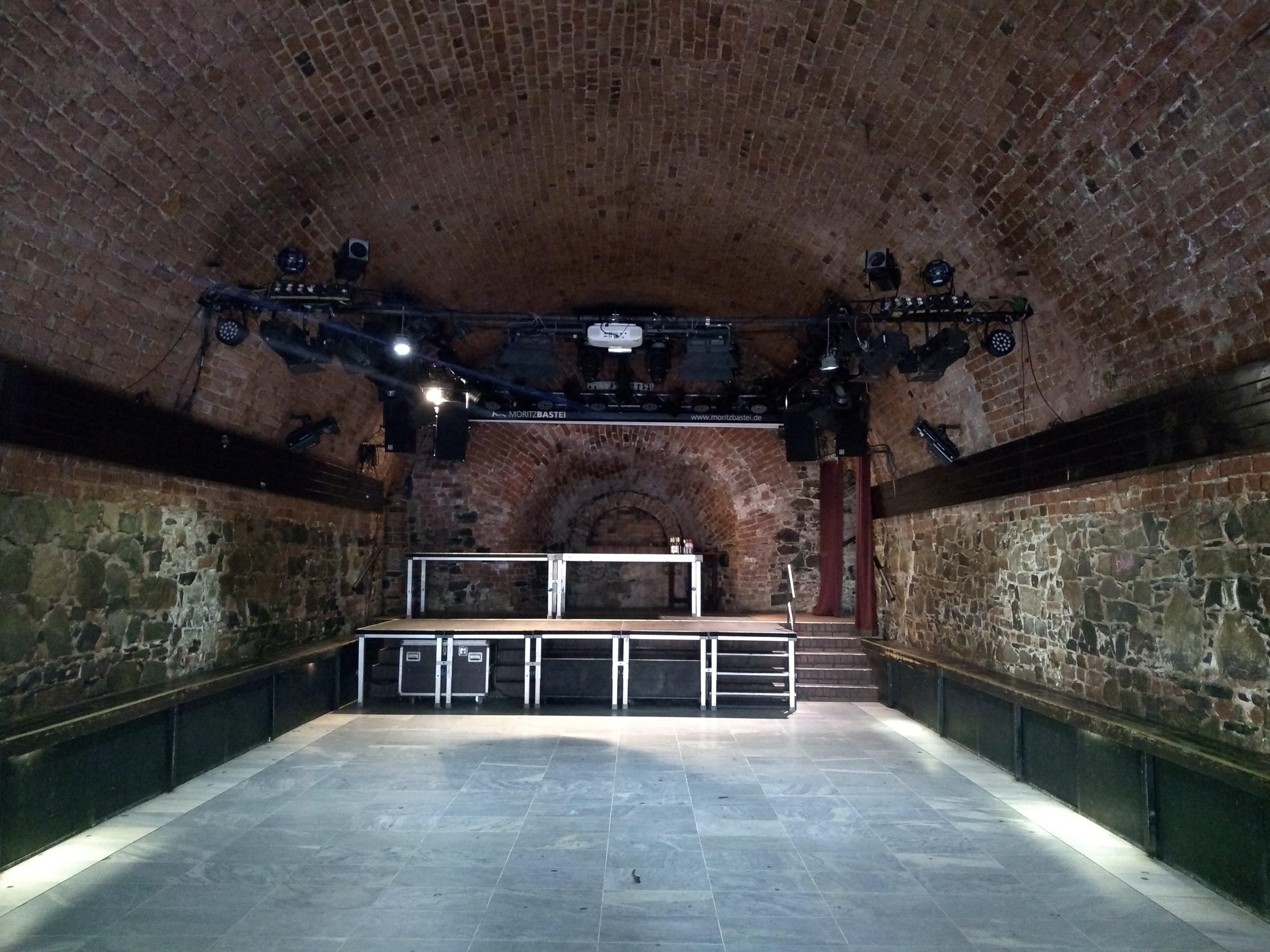
Interno di Moritzbastei (2024)

Il Moritzbastei (traduzione: bastione Maurizio) è l'unica parte rimasta delle antiche fortificazioni cittadine di Lipsia. Si trova su Kurt-Masur-Platz nel sud-est del centro città. Dal 1979 al 1993 è stato gestito dall'Università di Lipsia come club studentesco. Dal 1993 è stato gestito come centro culturale da una società a responsabilità limitata privata per conto della Fondazione Moritzbastei di Lipsia.

## Storia

### Ascesa e caduta dal XVII al XIX secolo
Tra il 1551 e il 1554, quello che divenne noto come Moritzbastei fu costruito come bastione nelle mura di Lipsia sotto la supervisione del sindaco Hieronymus Lotter. Nel 1547, Maurizio I, Elettore di Sassonia diresse la ricostruzione delle fortificazioni cittadine di Lipsia dopo che erano state in gran parte distrutte durante la guerra di Smalcalda tra l'imperatore tedesco Carlo V e la lega di Smalcalda. Il bastione prese il nome dall'elettore Maurizio (in tedesco: Moritz).
Nel 1642, durante la Guerra dei trent'anni, il Moritzbastei fu preso d'assalto. Durante la Guerra dei sette anni (1756-1763), perse la sua funzione militare. Da allora in poi servì come deposito per beni commerciali e luogo di lavoro per un fonditore di campane e uno stampatore di libri.
Dal 1796 al 1834, la prima scuola pubblica di Lipsia fu costruita sopra il seminterrato del Moritzbastei dall'architetto Johann Carl Friedrich Dauthe. Fu la prima scuola in Germania senza classi segregate confessionali.

### La ricostruzione del XX secolo
La scuola fu distrutta nel 1943 durante la seconda guerra mondiale. Le macerie e i resti dell'edificio distrutto furono ammassati nelle stanze del seminterrato del bastione.
Nel 1973/1974 gli studenti dell'Università di Lipsia scoprirono i resti del Moritzbastei e convinsero l'università e le autorità cittadine a consentirne la ricostruzione come circolo studentesco. Più di 30 000 studenti furono impegnati nella ricostruzione del bastione, tra cui la futura cancelliera della Germania, Angela Merkel. Dal 1982, il Moritzbastei fu il circolo studentesco ufficiale dell'Università di Lipsia gestito dalla Libera Gioventù Tedesca come luogo di incontro ed eventi culturali.
Nel 1993 la Moritzbastei cessò di far parte dell'Università di Lipsia e divenne una fondazione (commerciale) legalmente indipendente. È ancora legata all'università tramite il suo consiglio di amministrazione, presieduto dal Rettore dell'Università di Lipsia. Un secondo membro del consiglio deve essere un rappresentante studentesco eletto.
Dal 1993, il Moritzbastei è gestito sotto forma di una GmbH su licenza della fondazione Moritzbastei come centro culturale. Il suo scopo principale è promuovere e sostenere la cultura studentesca e accademica a Lipsia.
Il Consiglio di amministrazione, che supervisiona il lavoro della fondazione senza sovvenzioni istituzionali, è composto da un rappresentante della città di Lipsia , dello Stato libero di Sassonia e del corpo studentesco.
Negli ultimi anni il Moritzbastei ha ospitato artisti provenienti da tutto il mondo.